# دب أسود هملائي
الدب الأسود الهملائي (الاسم العلمي: Ursus thibetanus laniger ) هو نويع من الدب الأسود الآسيوي. يختلف عن باقية الدببة السوداء الآسيوية بفروه الأطول والأكثر سمكاً وبياضاً. في المتوسط، يصل طوله من 140 إلى 170 سنتيمتر (من الأنف إلى الذيل) ويزن من 91 إلى 120 كيلوغرام، على الرغم من أن وزنها قد يصل إلى 189 كيلوغرام في الخريف عند تسمينها لنفسها من أجل السبات.
عادة ما يكون الدب الأسود الهملائي من الثدييات الليلية والمراوغة على الرغم من أنه لوحظ أيضاً خلال النهار. يقوم بالسبات طوال فصل الشتاء في شمال غرب جبال الهيمالايا بينما ينشط عادة خلال العام بأكمله في جبال الهيمالايا الشرقية.
أفاد العديد من المؤلفين أن الدب يغير موائله بعد التغيير في وفرة الغذاء، حيث تكون الهجرة الموسمية للدببة على ارتفاعات مختلفة وتتغير مع توافر الغذاء. مع كونها قارتة (مثل معظم الدببة) فهي تأكل أي شيء تقريباً. يتكون نظامهم الغذائي من الجوز والمكسرات والفواكه والعسل والجذور والعديد من الحشرات مثل النمل الأبيض ويرقات الخنافس والجذر إذا كان الطعام نادراً، فقد تلجأ إلى أكل الماشية مثل: الأغنام والماعز والماشية. في الربيع، يغذي الدب الأسود الهملائي نفسه باستخدام النباتات العصارية. في الصيف التالي، يأكل الحشرات والفواكه والنباتات المختلفة بينما يتغذى في الخريف على المكسرات والجوز، وفي نفس الوقت يأخذ نسبة عالية من اللحوم. خلال الخريف، يتحرك ويقطع مسافة طويلة للبحث عن الغذاء قبل السبات مباشرة عندما تزداد الاحتياجات الغذائية.
يصل دب الهمالايا الأسود إلى النضج الجنسي في حوالي ثلاث سنوات. يحدث التزاوج في شهر أكتوبر.

## معرض الصور

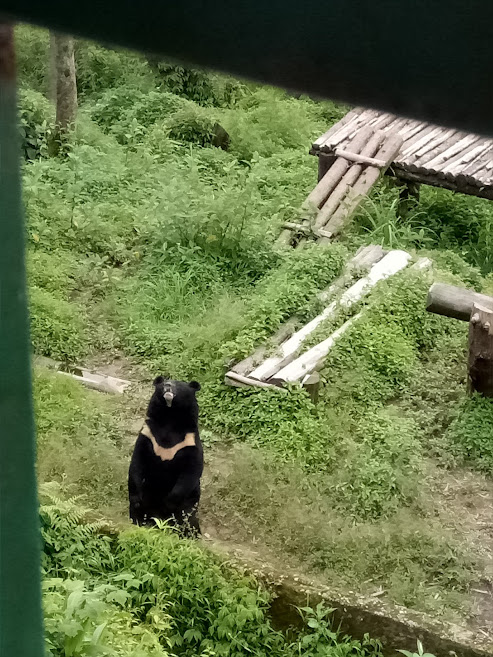
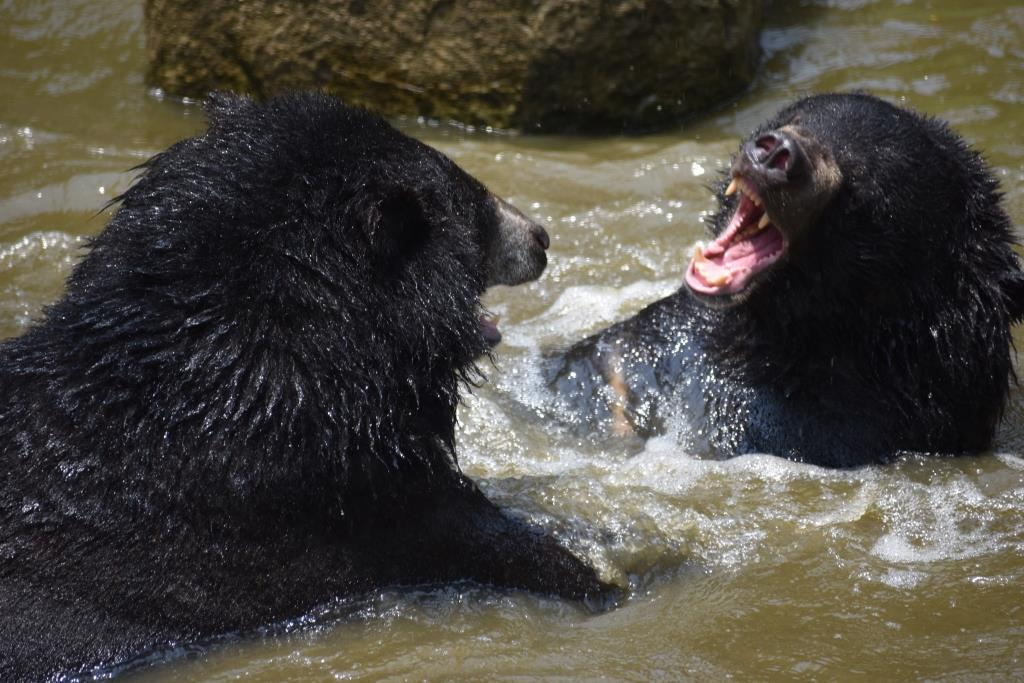